# رابولانو تيرمي

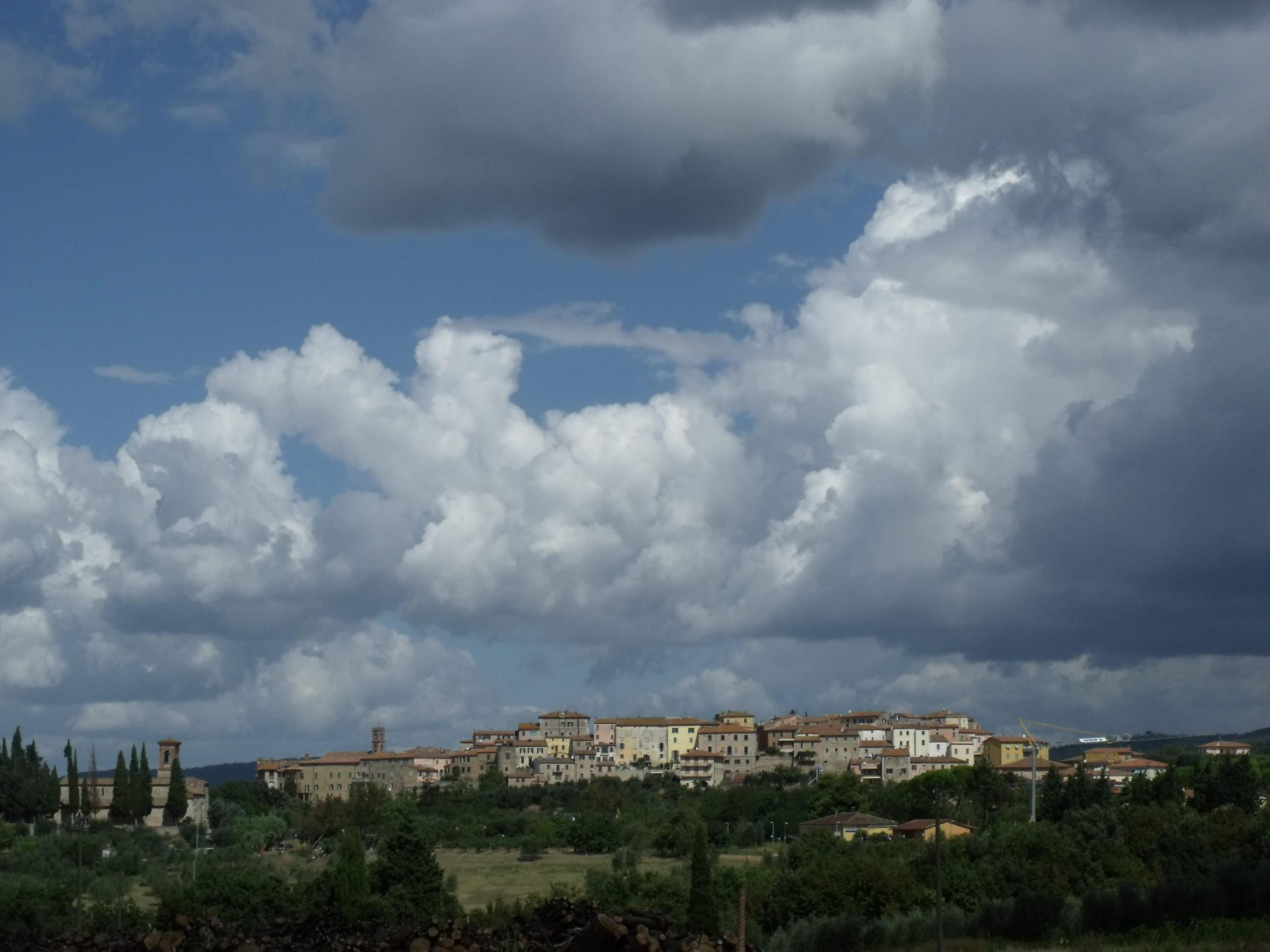
رابولانو تيرمي

رابولانو تيرمي (بالإيطالية: Rapolano Terme)‏ هي بلدية ( بالإيطالية: كومونا) في مقاطعة سيينا في منطقة توسكانا الإيطالية. تقع البلدية حوالي 60 كم جنوب شرق فلورنسا، وحوالي 20 كم شرق سيينا.
تعرف المنطقة الموجودة فيها البلدية باسم كريتي سينيسي Crete Senesi، وحتى سنة 1949، كانت البلدية تعرف باسم رابولانو فقط.

## السكان
في سنة 1861 بلغ عدد السكان 3٬921 نسمة، وتطور العدد ليصل في سنة 2011 لـ 5٬129 نسمة.
يظهر هذا المخطط البياني تطور النمو السكاني لـ رابولانو تيرمي

## روابط خارجية
- الموقع الرسمي للبلدية